# 新阳街道 (南宁市)
新阳街道，是中华人民共和国广西壮族自治区南宁市西乡塘区下辖的一个乡镇级行政单位。

## 行政区划
新阳街道下辖以下地区：
边阳下社区、新阳南社区、边阳上社区、新阳上社区、新阳下社区、中兴社区、龙腾社区、永和社区、北大南社区、万力社区、百会社区、壮锦社区、南机社区、永和村和雅里村。